# St. Lambertus (Kirchrarbach)

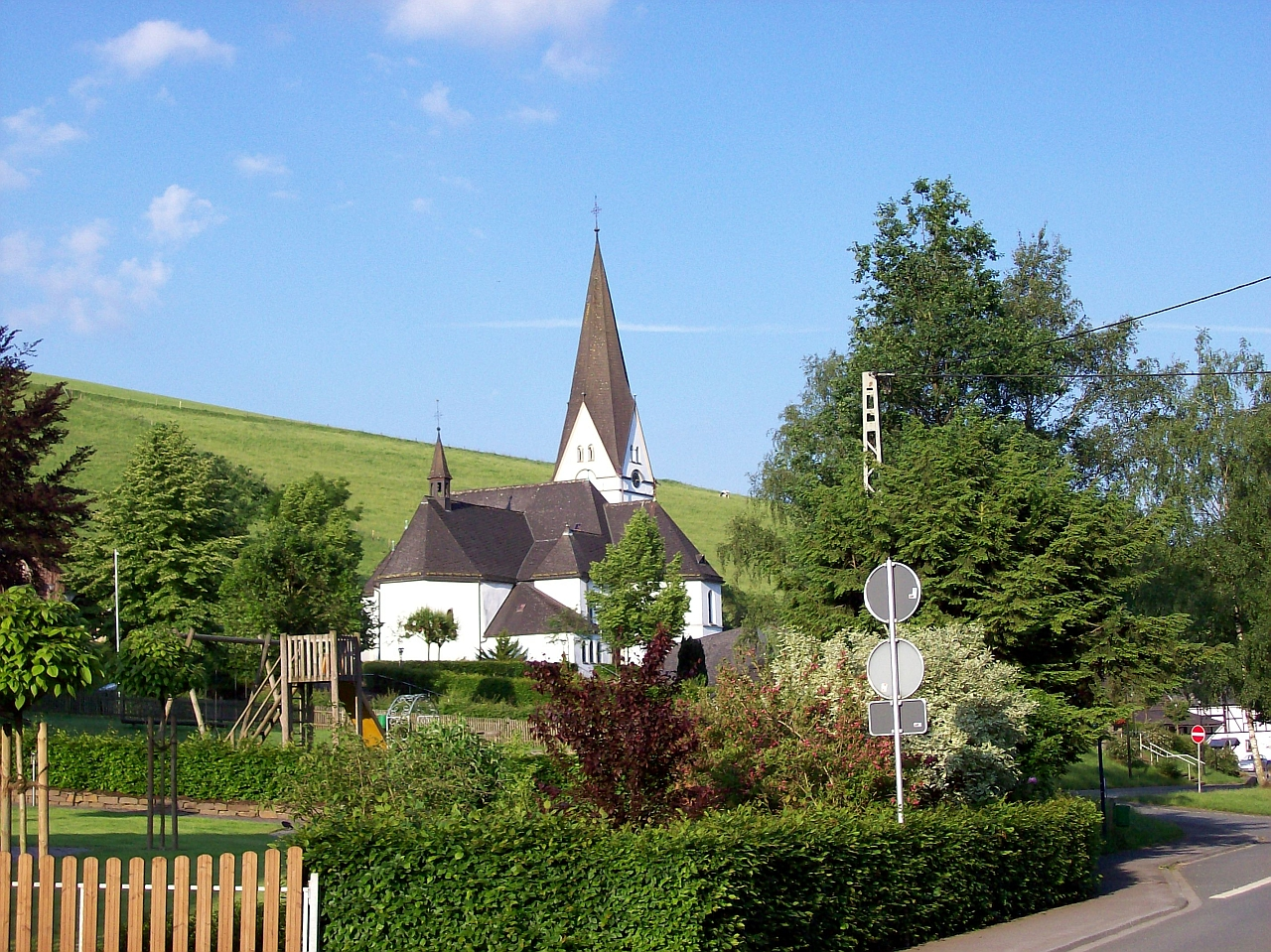
St. Lambertus

Die römisch-katholische Pfarrkirche St. Lambertus ist ein denkmalgeschütztes Kirchengebäude in Kirchrarbach, einem Ortsteil von Schmallenberg im Hochsauerlandkreis (Nordrhein-Westfalen).

## Geschichte und Architektur
1257 errichtete man an der Stelle, an der ursprünglich eine Kapelle aus dem 10. Jahrhundert stand, einen einfachen spätromanischen Gewölbebau. Der Turm und Chor stammen aus dem 14. Jahrhundert. Von diesem wurden bei dem Neubau von 1912 der im 19. Jahrhundert erhöhte Westturm, sowie das Chorjoch mit 3/6 – Schluss übernommen.
Drei Altäre stammen aus der ersten Hälfte des 17. Jahrhunderts. Eine gotische Sitzfigur eines Heiligen Bischofs (möglicherweise der Hl. Lambertus) ist aus der Mitte des 15. Jahrhunderts. Eine Strahlenkranzmadonna aus der ersten Hälfte des 18. Jahrhunderts vervollständigt die Ausstattung.